# Milino jezero
Milino jezero je jezero Hrvatskoj. Nalazi se u Ličko-senjskoj županiji. Spada u Plitvička jezera, u skupinu Gornjih jezera. Ovo jezero se puni vodom nizom niskih slapova iz jezera Galovca.

## Opis
Nalazi se na nadmorskoj visini od 564 metara. Površine je 1 hektar. Najveća dubina je svega 1 metar.
Ovo plitko jezero koje se nalazi između Gradinskog jezera i Galovca jako je prekriveno niskim raslinjem poput trske te nekoliko kaskada, gdje raste mahovina. U jezeru se nalaze mnogobrojne grane i pala debla. Ovdje je staza ispresjecana s nadnaravnim korijenjem, tako bi prilikom kretanja trebalo držati oči širom otvorene.
Prema legendi je dobilo ime po Mili Miriću iz Mirić Štropine koji se utopio u ovom jezeru.